# Црква Вазнесења Господњег у Горњој Пискавици
Црква Вазнесења Господњег је филијални храм Српске православне цркве који припада Епархији бањалучкој. Налази се у Пискавици, у близини Бања Луке, Република Српска, Босна и Херцеговина. Темељи храма су освештани 2. августа 2002. године, док је храм је освештан 2008. године. Припада парохији коју чине села Пискавица и Горња Пискавица.